# Lázně Kynžvart (nádraží)
Lázně Kynžvart je železniční stanice v jižní části města Lázně Kynžvart v okrese Cheb v Karlovarském kraji nedaleko Bahnitého potoka. Leží na jednokolejné trati Plzeň–Cheb. Stanice je elektrizovaná (25 kV, 50 Hz AC).

## Historie
Stanice byla vybudována jakožto součást Dráhy císaře Františka Josefa (KFJB) spojující Vídeň, České Budějovice a Cheb, podle typizovaného stavebního návrhu. 28. ledna 1872 byl s místním nádražím uveden do provozu celý nový úsek trasy z Plzně do Chebu, kudy bylo možno pokračovat po železnici do Německa.
Po zestátnění KFJB v roce 1884 pak obsluhovala stanici jedna společnost, Císařsko-královské státní dráhy (kkStB), po roce 1918 pak správu přebraly Československé státní dráhy.
Elektrický provoz byl na trati procházející stanicí zahájen 6. června 1968.

## Popis
Stanicí prochází Třetí železniční koridor, vede tudy jednokolejná trať. V roce 2011 byla dokončena úprava nádraží na koridorové parametry: nachází se zde jedno kryté ostrovní nástupiště s podchodem a dvěma hranami. Nástupiště umožňuje k vlakům bezbariérový přístup.